# 运输机械控股集团
运输机械控股集团（俄语：ЗАО «Трансмашхолдинг»，简称ТМХ，简称TMH）是俄罗斯最大的铁路设备制造商，下辖14家铁路机车车辆制造工厂。该集团成立于 2002 年，一直与俄罗斯铁路公司、俄罗斯交通部以及俄罗斯工业和能源部等其他政府部门保持着密切的合作关系。公司的唯一股东是荷兰 Breakers Investments 公司，俄罗斯铁路集团持有公司 25% 的股份，其余股份由富商 伊斯坎德尔 马赫穆多夫 和 安德烈 博卡列夫 持有。截至 2024 年 7 月，Transmashholding 公司 100% 由俄罗斯股东持有。

## 企业结构

### 直属单位
- 诺沃切尔卡斯克电力机车厂
- 布良斯克机器制造厂
- 科洛姆纳工厂
- 杰米霍夫机械制造厂
- 地铁车辆机械制造厂
- 奔萨柴油机制造厂股份公司
- 别日茨塞钢铁厂
- 十月电动车辆修理厂
- 特维尔车辆制造厂
- Transconverter
- KMT工业集团